# Éric Rolland
Éric Rolland (1975) è un ex sciatore alpino francese.

## Biografia
Rolland, slalomista puro, esordì in Coppa Europa il 13 gennaio 1995 a Champoluc (23º) e in Coppa del Mondo il 26 gennaio 1997 a Kitzbühel (14º); sempre nel 1997 conquistò la sua unica vittoria in Coppa Europa (nonché primo podio), il 13 febbraio a Sella Nevea, e ottenne il miglior piazzamento in Coppa del Mondo, il 9 marzo a Shigakōgen (11º). Prese per l'ultima volta il via in Coppa del Mondo il 24 gennaio 1999 a Kitzbühel, senza completare la prova, e ottenne l'ultimo podio in Coppa Europa il 1º marzo successivo a Kiruna (2º); si ritirò al termine della stagione 2002-2003 e la sua ultima gara fu uno slalom speciale FIS disputato il 14 aprile a Val Thorens. Non prese parte a rassegne olimpiche o iridate.

## Palmarès

### Coppa del Mondo
- Miglior piazzamento in classifica generale: 85º nel 1997

### Coppa Europa
- 3 podi:
  - 1 vittoria
  - 2 secondi posti

#### Coppa Europa - vittorie
| Data             | Località    | Paese  | Specialità |
| ---------------- | ----------- | ------ | ---------- |
| 13 febbraio 1997 | Sella Nevea | Italia | SL         |

Legenda:

SL = slalom speciale

### Far East Cup
- 1 podio:
  - 1 terzo posto

### Campionati francesi
- 1 medaglia:
  - 1 oro (slalom speciale nel 1997)